# Dan Shaughnessy
Dan Shaughnessy (eigentlich Daniel Shaughnessy; * 8. September 1944 in Belleville, Ontario) ist ein ehemaliger kanadischer Langstreckenläufer.
Über 10.000 m gewann er bei den Pacific Conference Games 1973 Silber und wurde bei den British Commonwealth Games 1974 in Christchurch Fünfter.
Bei den Olympischen Spielen 1976 in Montreal schied er über 10.000 m im Vorlauf aus.
1972, 1973 sowie 1974 wurde er Kanadischer Meister über 10.000 m und 1973 über 5000 m.

## Persönliche Bestzeiten
- 3000 m: 7:59,7 min, 21. Juli 1973, Toronto
- 5000 m: 13:47,2 min, 19. August 1973, Helsinki
- 10.000 m: 28:05,64 min, 30. Juni 1975, Stockholm